# 野村遼太
野村 遼太 (のむら りょうた、1991年2月19日 - ) は日本の狂言方和泉流の能楽師である。
能楽協会協会員、万作の会所属。

## 来歴
東京都出身。野村万作の外孫であり、祖父・万作に師事。野村萬斎の甥である。
- 1994年：『靭猿』で初舞台を踏む。
- 1995年：大河ドラマ『花の乱』に春王役にて出演する。自身の大河ドラマ初出演となった。

- 2011年：『奈須与市語』を披く。
- 2016年：『三番叟』を披く。